# Thymus nitens
Thymus nitens — вид рослин родини глухокропивові (Lamiaceae), ендемік пд. Франції.

## Опис
Напівчагарник 10–30 см, блискуче зелений, із сильним, пронизливим запахом. Стебла деревні на основі, підняті або висхідні; неродючі — лежачі. Гілочки голі або тонко запушені. Листки зворотнояйцеподібні або еліптично-довгасті, тупокінцеві, плоскі, зелені та блискучі з обох сторін, з опуклими жилками. Квіти рожеві. Чашечка гола або ледве волосата на жилках.

## Поширення
Ендемік пд. Франції.
Населяє посушливі крем'янисті схили; на висотах від 400 до 1500 метрів н.р.м.